# ロール (ヴォー州)

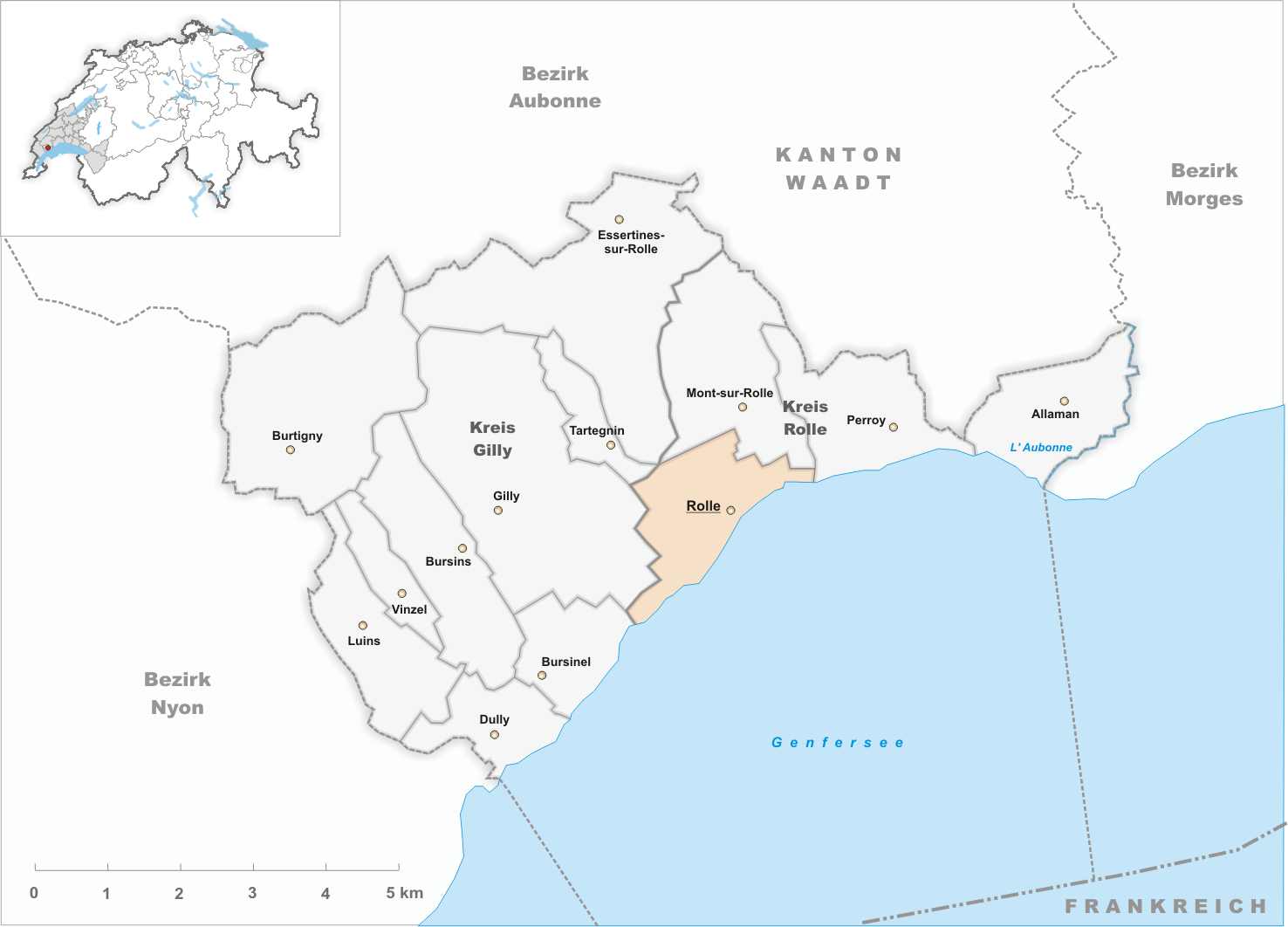
ロールの位置

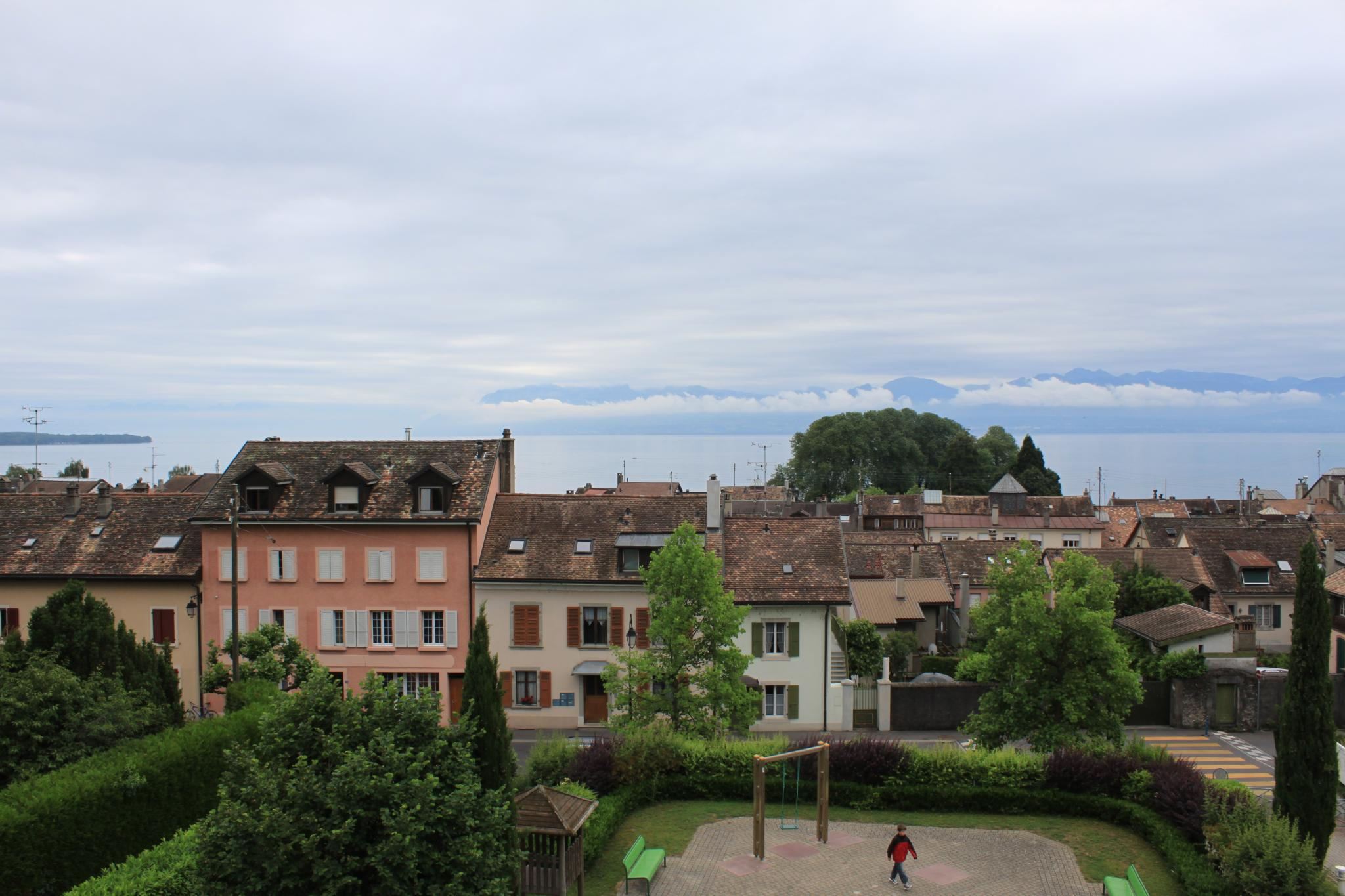

ロール（Rolle）は、スイスのコミューンのひとつ。ヴォー州に属し、そのなかのロール県にある。フランス語圏。
レマン湖の北岸にあり、ジュネーヴからは近い。ル・ロゼ学院（Institut Le Rosey）のキャンパスのひとつがある。
北緯46度27分、東経06度20分、標高378メートルに位置し、総面積は2.72平方キロメートル。総人口4,901人（2006年現在）、人口密度は1,802人/平方キロ。面積は非常に小さいが、人口密度は京都市より大きい。住人の呼称は「ロロワ Rollois」である。

## 映画
1979年、それまでフランス・パリそしてグルノーブルで活動していたヌーヴェルヴァーグを代表する映画監督ジャン＝リュック・ゴダールが、パートナーのアンヌ＝マリー・ミエヴィルとともにロールに移住した。同年、ゴダール監督の商業映画復帰第一作として『勝手に逃げろ/人生』がこの地で撮影された。以来、ゴダール、ミエヴィルの映画はもちろん、多くの映画がここで撮影されるようになり、フランスやアメリカからスタッフや俳優が訪れる町になった。移住してから知り合ったゴダールの録音技師フランソワ・ミュジーも、ロールに録音スタジオを構えている。
同州ローザンヌにはフィルム・アーカイヴであるシネマテーク・スイスがあり、ジュネーヴには映画製作に積極的なテレビ局テレヴィジオン・スイス・ロマンド（TSR）があり、1960年代後半から、ロールを取り囲む地域では映画製作は盛んである。

## 註
1. ↑  ヴォー州ロール県内部以外の地図上の表記はドイツ語である。地図下方のレマン湖右下のFrankreichとは「フランス」の意、Kanton Waadtは「ヴォー州（Canton de Vaud）」のドイツ語表記。